# Isaac Newton (Blake)
Kobberstikket Isaac Newton af kunstneren William Blake er bearbejdet med pen, blæk og vandfarve . Monoprintet er fra 1795 og forestiller fysikeren sir Isaac Newton og måler 460 x 600 mm. Det ejes i dag af Tate Gallery, London.
Blake forsøgte at vise den dybere betydning af Newtons og sine egne filosofiske tanker i spændingen mellem den umiddelbare realisme og billedets fantastiske symbolisme.
Newton forekommer nøgen i en verden skabt af kaos. Han opdager loven, som bor i hans egen fysiske natur, og derved bryder han kaosset. Mennesket har spist af frugten fra kundskabens træ, og nu afslører hans intellekt skabelsens abstrakte virkelighed for hans forbavsede blik.
- Wikimedia Commons har flere filer relateret til Isaac Newton (Blake)

| Kunst | Spire Denne artikel om kunst er en spire som bør udbygges. Du er velkommen til at hjælpe Wikipedia ved at udvide den. |